# TJ Felbabka (lední hokej)
TJ Felbabka (celým názvem: Tělovýchovná jednota Felbabka) byl český klub ledního hokeje, který sídlil v obci Felbabka ve Středočeském kraji. Založen byl v roce 1937. Po konci druhé světové války se klub několik let držel ve druhé nejvyšší soutěži v ledním hokeji (Divize, Oblastní soutěže). Zanikl v roce 2006 z důvodu finanční náročnosti provozu ledního hokeje v TJ.
Své domácí zápasy odehrával v Berouně na tamějším zimním stadionu s kapacitou 2 272 diváků.

## Přehled ligové účasti
Stručný přehled
Zdroj: 
- 1945–1946: Divize – sk. Jih (2. ligová úroveň v Československu)
- 1946–1949: Západočeská divize – sk. B (2. ligová úroveň v Československu)
- 1949–1950: Oblastní soutěž – sk. C2 (2. ligová úroveň v Československu)
- 1950–1951: Oblastní soutěž – sk. A (2. ligová úroveň v Československu)
- 1951–1952: Středočeská I. třída – sk. B (2. ligová úroveň v Československu)
- 1952–1953: Středočeská I. A třída – sk. B (2. ligová úroveň v Československu)
- 2003–2006: Středočeský krajský přebor (4. ligová úroveň v České republice)

Jednotlivé ročníky
Zdroj: 
Legenda: ZČ - základní část, červené podbarvení - sestup, zelené podbarvení - postup, fialové podbarvení - reorganizace, změna skupiny či soutěže
| Československo (1945 – 1993) |                                |           |           |                                               |                  |
| Sezóny                       | Soutěž                         | Úroveň    | ZČ        | Play-off, nadstavba, sk. o udržení...         | Poznámky         |
| 1945/46                      | Divize – sk. Jih               | 2. úroveň | 3. místo  |                                               | Změna skupiny    |
| 1946/47                      | Západočeská divize – sk. B     | 2. úroveň | 1. místo  | Kvalifikace o 1. ligu, finále divize (prohra) |                  |
| 1947/48                      | Západočeská divize – sk. B     | 2. úroveň | –. místo  |                                               | Soutěž nedohrána |
| 1948/49                      | Západočeská divize – sk. B     | 2. úroveň | 3. místo  |                                               | Reorganizace     |
| 1949/50                      | Oblastní soutěž – sk. C2       | 2. úroveň | 1. místo  | Čtvrtfinále                                   | Změna skupiny    |
| 1950/51                      | Oblastní soutěž – sk. A        | 2. úroveň | 4. místo  |                                               | Reorganizace     |
| 1951/52                      | Středočeská I. třída – sk. B   | 2. úroveň | 2. místo  |                                               | Reorganizace     |
| 1952/53                      | Středočeská I. A třída – sk. B | 2. úroveň | 3. místo  |                                               | Reorganizace     |
| ...                          |                                |           |           |                                               |                  |
| Česko (1993 – 2006)          |                                |           |           |                                               |                  |
| Sezóny                       | Soutěž                         | Úroveň    | ZČ        | Play-off, nadstavba, sk. o udržení...         | Poznámky         |
| ...                          |                                |           |           |                                               |                  |
| 2003/04                      | Středočeský krajský přebor     | 4. úroveň | 6. místo  |                                               |                  |
| 2004/05                      | Středočeský krajský přebor     | 4. úroveň | 8. místo  |                                               |                  |
| 2005/06                      | Středočeský krajský přebor     | 4. úroveň | 11. místo |                                               |                  |